# Çiçekli, Sarıçam
Çiçekli là một xã thuộc huyện Sarıçam, tỉnh Adana, Thổ Nhĩ Kỳ. Dân số thời điểm năm 2009 là 487 người.